# Una chica para dos
Una chica para dos es una comedia musical española de 1965, estrenada en 1966, dirigida por León Klimovsky y protagonizada por el Dúo Dinámico junto a Irán Eory.

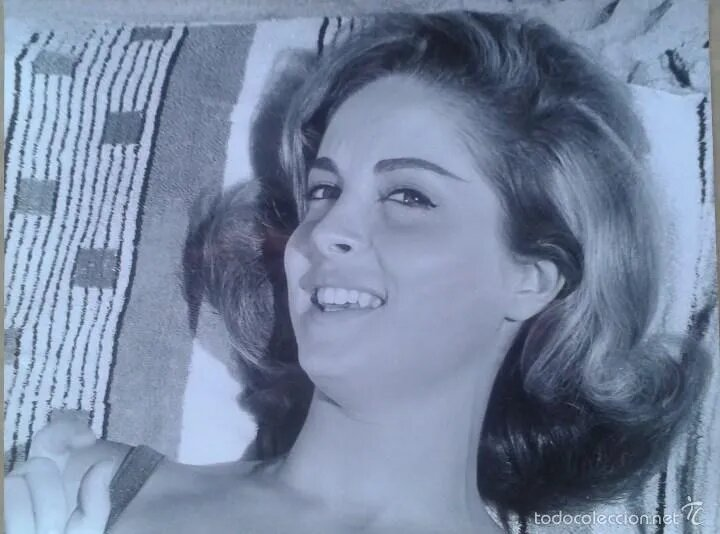
Irán Eory en las primeras escenas.

## Sinopsis

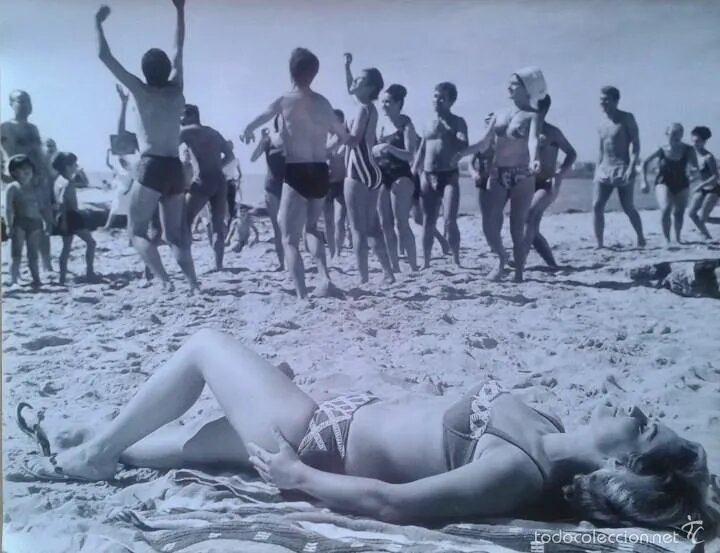
Irán Eory tumbada en las playas de Portugal al principio de la película.

Mary Fontana (Irán Eory) es una joven que, desde sus vacaciones en Portugal, decide ir a Madrid para ampliar sus estudios. A su llegada al aeropuerto conoce al fin a un muchacho recomendado por su familia, Manolo, a quien confunde por un engaño con el que en realidad debía ir a buscarla, y que se enamorará perdidamente de ella. Lo malo es que Ramón, el otro chico, el verdadero que conocen sus familiares, también acaba encontrándola. Desde ese momento, el enfrentamiento por su amor entre ambos, que por si fuera poco son amigos del alma, resulta inevitable. 

## Reparto completo
- Manuel de la Calva, como Manolo
- Ramón Arcusa, como Ramón
- Irán Eory como Mary Fontana
- Aída Power como Ingrid
- Sara Guasch como Madre de Mary
- José Miguel Ariza como Falso tullido
- Mary González como Empleada del hotel
- Aníbal Vela hijo como Empleado de la boite
- Ramiro Benito como Profesor
- Maite Matalonga como Chica de verde en 'Vacaciones'
- Ana María Alba
- Patricia Vera como Amiga en Estoril
- Pascual Tarazona

## Localizaciones

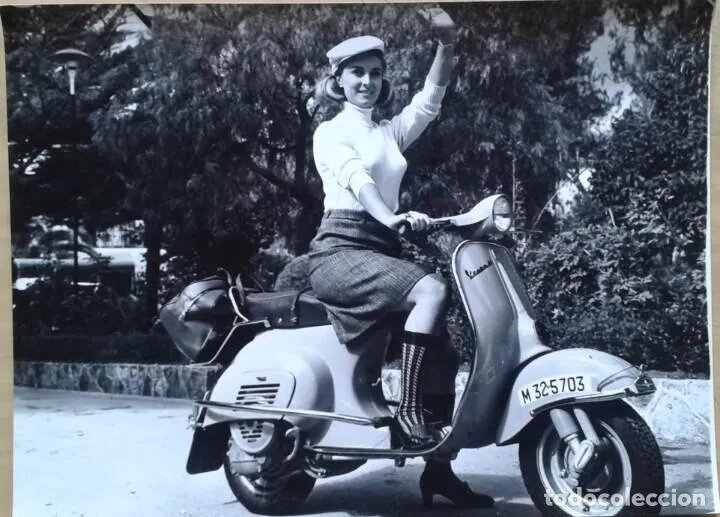
Irán Eory en moto en una escena de la película.

Los exteriores de la película fueron rodados en Portugal: Estoril, Cascais y Lisboa; y en España: Ronda, Marbella y Madrid.